# Думенко, Сергей Валерьевич
Сергей Валерьевич Думенко (укр. Сергій Валерійович Думенко; род. 25 февраля 1968, Днепропетровск) — украинский футболист, нападающий, полузащитник.

## Игровая карьера
Футболом начал заниматься в днепропетровской школе «Днепр-75». Первые тренеры — Алексей Садовников и Павел Куприенко. В конце 1984 года Думенко был принят в дубль «Днепра», в составе которого провел следующий сезон, забив 2 мяча.
В 1986 году Сергей был призван в армию. Чтобы избежать отправки на Афганскую войну, Думенко пошёл служить в хабаровский СКА. После службы Сергея пригласили в павлоградский «Шахтёр». В команде второй лиги футболист сыграл 114 матчей, забил 22 гола. В Павлограде его заприметила «Таврия», куда он и перешёл по ходу последнего сезона чемпионата СССР.
После распада СССР днепропетровский «Днепр» покинула часть игроков основного состава. Комплектуя новый состав, скауты «днепрян» пригласили в команду и Думенка. 19 апреля 1992 года в игре с «Прикарпатьем» состоялся дебют Сергея в высшей лиге чемпионата Украины. В «Днепре» нападающий провёл три полных сезона. За это время он в чемпионатах провёл 68 матчей (забил 13 голов), в Кубке Украины — 13(4) и ещё 3 встречи сыграл в Кубке УЕФА.
В 1995 году Думенко обменяли в «Полиграфтехнику» на лучшего снайпера команды Сергея Чуйченко. Отыграв там два матча, Сергей отправился в Анапу в «Гекрис». Там его отыскал Евгений Кучеревский и вернул в украинскую высшую лигу — в «Николаев». Сезон у николаевцев вышел неудачный, команда покинула класс сильнейших, и Сергей уехал в минский «Торпедо». Но и в белорусском клубе надолго задержаться Думенку не удалось — у минчан ухудшилось финансовое положение и футболист решил попробовать свои силы в израильском «Хапоэле». Однако, подписав контракт, так и не провел ни одного официального матча.
После Израиля Николай Павлов позвал Думенка в Мариуполь спасать «Металлург» от вылета. Отыграв всего три матча, Сергей за 10 минут до конца встречи с кировоградской «Звездой» получил тяжёлую травму, после которой провёл вне футбола более года.
После завершения контракта с мариупольцами вернулся в «Днепр», где отыграл 9 матчей за третью команду клуба и завершил карьеру.
В 2013 году выступал в чемпионате Украины в составе ветеранов «Днепра».